# Ossa de Montiel
Ossa de Montiel è un comune spagnolo situato nella comunità autonoma di Castiglia-La Mancia.